# Реакція «Бийся або тікай»

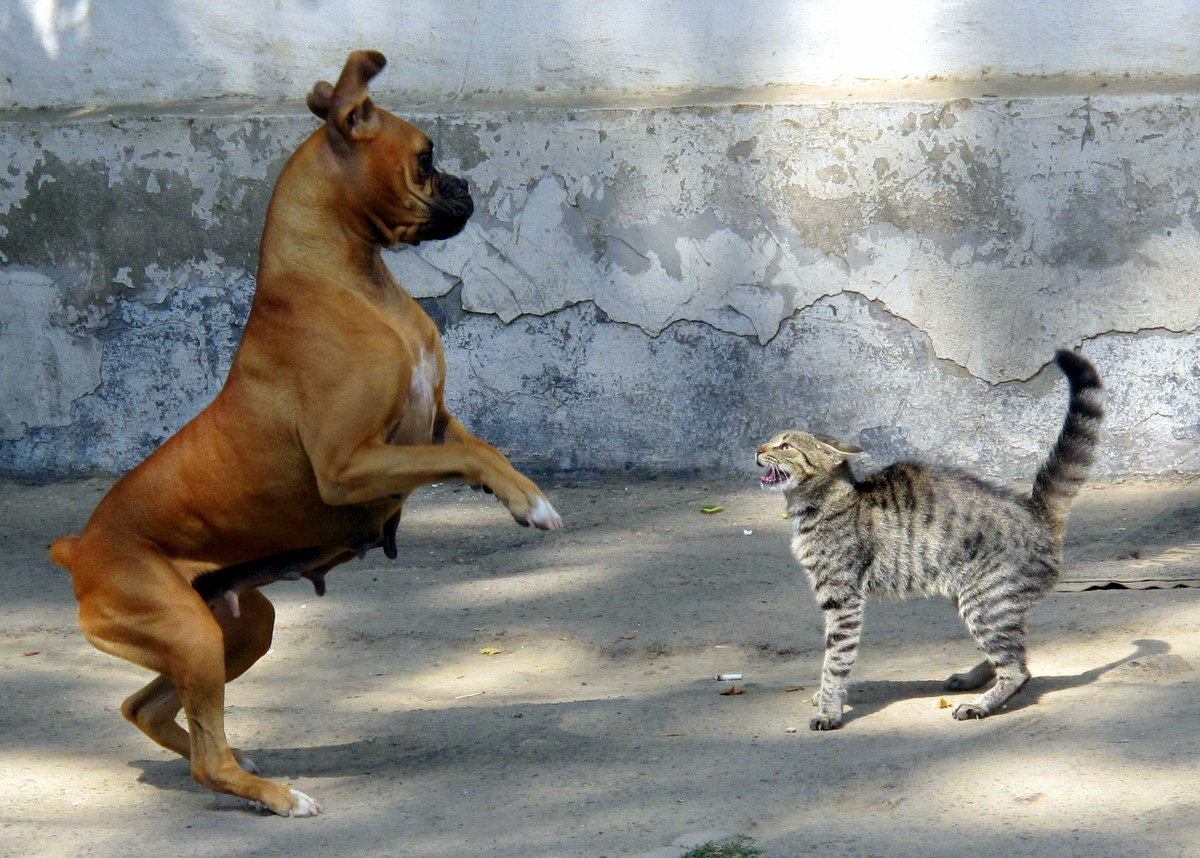
Битися чи тікати?

Реакція «Боротьби або втечі» (також звана гіперзбудженням, або гострою реакцією на стрес) — фізіологічна реакція, що виникає у відповідь на небезпечну подію, фізичну травму або загрозу для життя. Вперше описана Уолтером Бредфордом Кенноном.
За його теорією тварини реагують на загрози розрядкою симпатичної нервової системи, що готує тварину до битви або втечі. Якщо конкретніше, то мозковий шар надниркових залоз спричиняє гормональний каскад, що призводить до секреції катехоламінів, особливо норадреналіну і адреналіну. Гормони естроген, тестостерон і кортизол, а також нейромедіатори дофамін і серотонін також впливають на те, як організм реагує на стрес.

## Фізіологія

### Автономна нервова система
Вегетативна нервова система — це система контролю, яка діє значною мірою несвідомо. Вона регулює серцевий ритм, травлення, частоту дихання, реакція зіниць, сечовипускання і сексуальне збудження. Ця система є основним механізмом контролю реакції «Бий або тікай», і її роль опосередковується двома різними складовими: симпатичною нервовою системою і парасимпатичною нервовою системою.

#### Симпатична нервова система
Симпатична нервова система бере свій початок в спинному мозку і її основна функція полягає у тому, щоб активувати фізіологічні зміни, які відбуваються під час реакції «Бий або тікай». Цей компонент автономної нервової системи використовує і активізує викид норадреналіну в цій реакції.

#### Парасимпатична нервова система
Парасимпатична нервова система бере початок у крижовій ділянці спинного мозку та довгастого мозку, і працює у взаємодії з симпатичною нервовою системою. Її основна функція полягає в тому, щоб активувати реакцію «відпочити і переварити», а також повернути організму гомеостаз після реакції «Бий або тікай». Ця система використовує і активує вивільнення нейромедіатора ацетилхоліну.

### Реакція

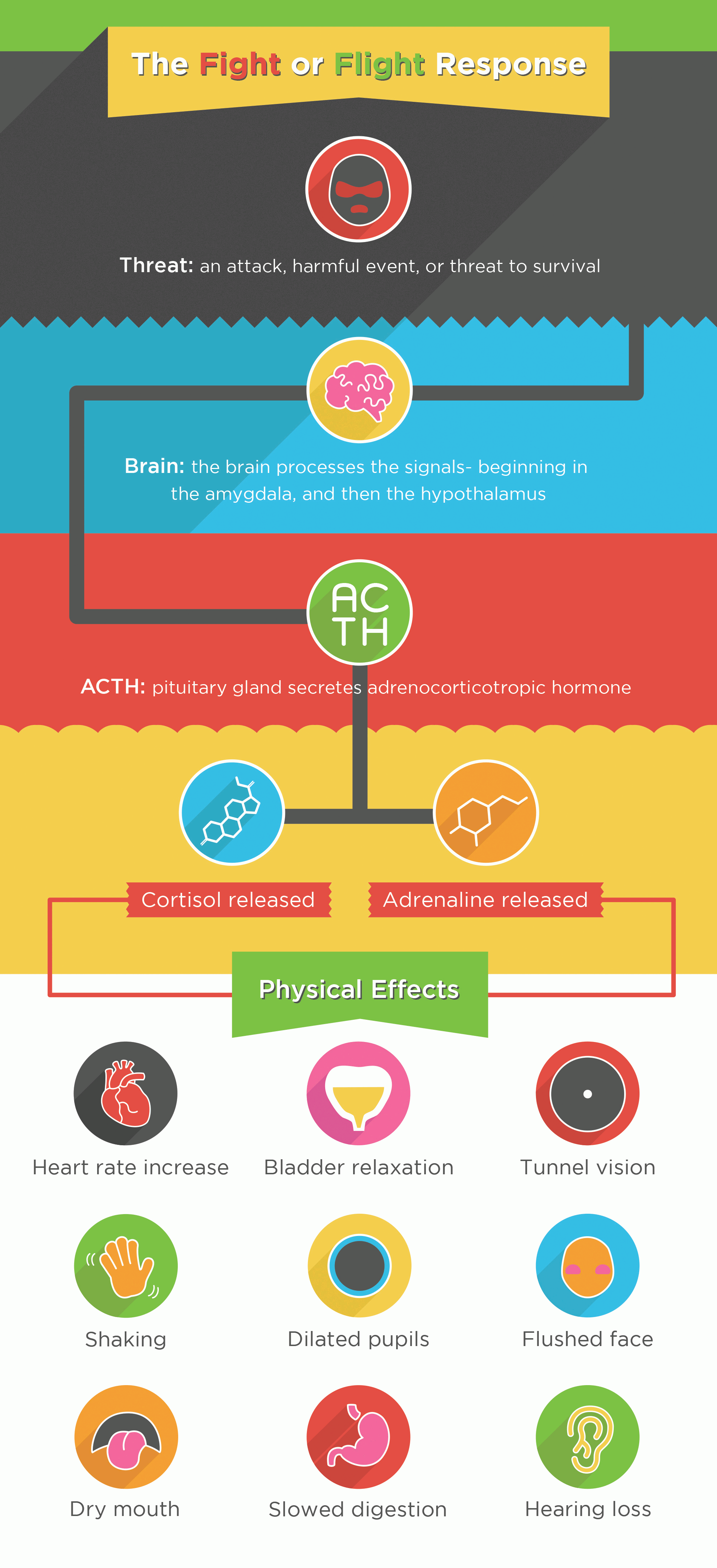
Реакція «Бий або тікай»

Реакція починається в мигдалеподібному тілі, що викликає нейронну відповідь в гіпоталамусі. Первісна реакція супроводжується активацією гіпофізу і секрецію гормону АКТГ. Надниркові залози активуються майже одночасно (за допомогою симпатичної нервової системи) і вивільняють гормон адреналін. Випуск хімічних месенджерів призводить до вироблення гормону кортизолу, який збільшує кров'яний тиск, рівень цукру в крові, а також пригнічує імунну систему. Перша реакція і наступні реакції запускаються у намаганні створити імпулсь енергії. Цей заряд енергії активується адреналіном зв'язування з клітинами печінки, і наступним виробництвом глюкози. Крім того, циркуляція кортизолу призводить до перетворення жирних кислот на енергію, яка готує м'язи по всьому тілу для реакції (відповіді). Гормони катехоламіни, такі як адреналін (епінефрин) і норадреналін, сприяють негайній фізичній реакції, пов'язаній з підготовкою до вимушених м'язових дій. Окрім цього спостерігаються:
- Пришвидшення роботи серця і легенів;
- Блідість і почервоніння, або обидві цих ознаки почергово;
- Інгібування шлунка і роботи тонкої кишки до моменту, коли процес травлення сповільнюється або зупиняється;
- Загальний вплив на сфінктери тіла;
- Звуження кровоносних судин у багатьох частинах тіла;
- Звільнення метаболічних джерел енергії (зокрема, жирів та глікогену) для м'язової дії;
- Зниження тонусу судин, що йдуть до м'язів;
- Інгібування слізної залози (відповідає за продукування сліз) і слиновиділення;
- Розширення зіниць (мідріаз);
- Розслаблення сечового міхура;
- Гальмування ерекції;
- Слухова ізоляція (втрата слуху);
- Тунельний зір (втрата периферійного зору);
- Розгальмовування спінальних рефлексів;
- Тремтіння кінцівок або тулуба (тремор).